# Guidance
Guidance è il sesto album in studio del gruppo rock strumentale statunitense Russian Circles, pubblicato nel 2016.

## Tracce
1. Asa – 4:00
2. Vorel – 5:29
3. Mota – 6:32
4. Afrika – 6:31
5. Overboard – 5:31
6. Calla – 6:23
7. Lisboa – 6:31

## Formazione

### Gruppo
- Brian Cook – basso
- Mike Sullivan – chitarra
- Dave Turncrantz – batteria

### Produzione
- Russian Circles – produzione
- Kurt Ballou – produzione, missaggio
- Carl Saff – mastering
- Ben Chisholm – design